# Skupina typů geobiocénů
Skupina typů geobiocénů (označovaná také zkratkou STG) je základní jednotka geobiocenologického klasifikačního systému, která je výsledkem Zlatníkovy teorie typu geobiocénu. Skupina typů geobiocénů sdružuje několik typů geobiocénů s podobnými trvalými ekologickými podmínkami, které jsou bioindikovány rostlinnými společenstvy. Do těchto skupin jsou sdružovány na základě fytocenologické podobnosti přirozených lesních biocenóz ve stádiu zralosti.  V rámci jedné skupiny typů geobiocénů jsou natolik homogenní ekologické podmínky (klimatické, trofické i hydrické), že se vyznačují určitým druhovým složením a prostorovou strukturou biocenóz, určitou produktivností a určitou dynamikou vývoje.
Skupina typů geobiocénů je také typologická biogeografická jednotka biogeografického členění krajiny v geobiocenologickém pojetí. Na území ČR se nachází asi 200 těchto skupin, v rámci 1 typu biochory se jich průměrně vyskytuje 5–12.

## Označení STG
Každá skupina typů geobiocénů je nositelem určitých ekologických podmínek a na ně navázaných potenciálních společenstev, můžeme ji tedy pro snazší identifikaci označit tzv. geobiocenologickou formulí. V této formuli jsou použity nadstavbové jednotky geobiocenologického klasifikačního systému (tj. vegetační stupeň, trofická řada či meziřada a hydrická řada). V méně vyhraněných STG jsou běžná i různá rozpětí těchto kategorií. Název skupiny typů geobiocénů je tvořen podle hlavních dřevin potenciálních biocenóz.
1) číslice – vyjadřuje převažující vegetační stupeň v biochoře. Je použito členění podle A. Zlatníka, který pro ČR vymezil 8. vegetačních stupňů:
| - 1. dubový - 2. bukodubový - 3. dubobukový - 4. bukový | - 5. jedlobukový - 6. smrkojedlobukový - 7. smrkový - 8. klečový |

2) písmeno(a) – vyjadřuje trofickou řadu či meziřadu, které naznačují minerální bohatost a kyselost půdního prostředí:
| Základní řada - A – oligotrofní (chudá a kyselá) - B – mezotrofní (středně bohatá) - C – nitrofilní (obohacená dusíkem) - D – bázická (živinami bohatá na bázických horninách, především na vápencích) | Meziřada - AB – oligotrofně-mezotrofní - BC – mezotrofně-nitrofilní - BD – mezotrofně bázická - CD – nitrofilně-bázická |

3) číslice – označuje hydrickou řadu. Ta vystihuje ekologicky významné rozdíly ve vlhkostním režimu půd:
- 1. suchá (zakrslá)
- 2. omezená
- 3. normální
- 4. zamokřená
- 5. mokrá (s proudící nebo stagnující vodou)
- 6. rašelinná

### Příklady STG
Například geobiocenologická formule 3 B 3 označuje skupinu typů geobiocénů Querci-fageta typica (typické dubové bučiny) ve 3. dubobukovém vegetačním stupni, mezotrofní řadě B a v normální hydrické řadě 3.
Méně vyhraněná skupina typů geobiocénů může mít označení např. (2)3 BC-C (4)5a. Ta označuje STG Fraxini-alneta inferiora (jasanové olšiny nižšího stupně), která se vyskytuje především ve 3. dubobukovém vegetačním stupni a do 2. stupně zasahuje jen okrajově. Troficky zaujímá široké rozpětí – od mezotrofně nitrofilní meziřady BC až po nitrofilní řadu C. Obdobně je širší i rozpětí hydrických kategorií – od zamokřené řady po mokrou řadu s tekoucí vodou.